# Vlastimila Vrabcová
Vlastimila Vrabcová (* 17. května 1944 ) je politička České strany sociálně demokratické. Působí též jako zastupitelka a radní v městské části Praha 3 a ředitelka mateřské školy. Ve volbách v roce 2006 kandidovala za ČSSD do Senátu PČR za volební obvod č. 26, ale vypadla v prvním kole se ziskem 10,64 % hlasů.
Je vdaná, manželem je chartista Václav Vrabec.